# Kolonizacija Južne Amerike
Kolonizacija Južne Amerike proces je koji je počeo Kolumbovim otkrićem američkog kontinenta 1492. godine. Dvije godine kasnije su Portugal i Španjolska, dvije vodeće pomorske sile tog vremena, potpisale Sporazum iz Tordesillasa, kojim su dogovorile međusobnu podjelu neeuropskih teritorija. Sporazum je ustanovio zamišljenu crtu u smjeru sjever-jug 370 liga (2059 km) zapadno od Zelenortskih otoka, što je po prilici 46° 37' zapadne zemljopisne dužine. Dogovoreno je da sve zemlje zapadno od te crte pripadnu Španjolskoj, čime je obuhvaćena većina teritorija današnje Južne Amerike, dok bi sve zemlje istočno dobili Portugalci. Zbog nepreciznosti tadašnjih mjernih instumenata, općenito lošeg poznavanja zemljopisa te kasnijeg nepoštivanja sporazuma, Portugal je kolonizirao i neka područja zapadno od dogovorene crte (većinom teritorij današnjeg Brazila).
S početkom 16. stoljeća, osvajači, u literaturi poznati kao konkvistadori (španjolski conquistador = "osvajač") u većoj su mjeri počeli iskorištavati prirodna bogatstva i indijansko stanovništvo. Dva su najpoznatija konkvistadora u početcima kolonizacije bili Hernán Cortés i Francisco Pizarro. Konkvistadori su isprva bili samo Španjolci, da bi se 1530-ih pojavili i Portugalci. Kako su i dogovorili Sporazumom iz Tordesillasa, teritorije su međusobno podijelili i od njih stvorili kolonije.
Domorodačko indijansko stanovništvo bilo je izloženo velikim zlostavljanjima, pljački, prisilnom radu te novačenju u vojne postrojbe. U velikom je broju umiralo od zaraznih bolesti koje su Europljani donijeli, kao što su gripa, boginje i tifus, a za koje Indijanci nisu imali razvijen prirodni imunitet. Afrički su robovi dovažani u velikom broju kako bi služili kao radna snaga, jer su se pokazali izdržljivijima od domaćeg stanovništva; u ovome su posebno prednjačili Portugalci. Robovi su radili najnapornije poslove na plantažama šećerne trske i u rudnicima zlata.
Konkvistadori su pokrštavali domorodačko stanovništvo, nametali uporabu španjolskog ili portugalskog jezika te uništavali njihove običaje i kulturu, posebice zlatne i srebrne kipove i artefakte, koje bi pretopili prije prijevoza u Europu. U svemu tome su tek djelomice uspjeli, jer su u dosta slučajeva domorodačke skupine kršćanstvo stopile sa svojim politeističkim vjerovanjima, a do danas su se održali i brojni autohtoni jezici, kao što su guaraní, ajmarski, kečuanski i drugi. Vremenom su se Indijanci i europski imigranti pomiješali, tvoreći tzv. mestike. Tako su, primjerice, mestici s područja Anda potomci indijanskih majki i europskih (španjolskih) očeva.
Kraj razdoblja kolonizacije nastupio je početkom 19. stoljeća, ratovima za neovisnost od španjolske i portugalske vlasti.

## Južna Amerika prije dolaska Europljana
Male su skupine lovaca iz kamenog doba prije više od 40.000 godina prešle iz Sibira na područje današnje Aljaske, a njihovi su se potomci vremenom raširili po cijeloj Americi. Ovi se lovci smatraju predcima današnjih Indijanaca. Kako su vremenom izumrli ili istrijebljeni mastodonti, američki konji te bizoni, napredak u razvoju civilizacije ostvarila su prvenstveno ona plemena koja su razvila ranu poljoprivredu. Glavna je žitarica i izvor hrane naroda Srednje i Južne Amerike bio kukuruz.
Prva su stalna naselja osnovana oko 2000. pr. Kr. na području današnjeg Perua. Život stanovništva tih naselja zasnivao se na primitivnom obalnom ribarstvu te uzgoju krumpira i kinoe (Chenopodium quinoa). U Kolumbiji je bio nastanjen narod Čibča, čiji je poglavica nadahnuo legendu o zlatnom čovjeku - El Doradu. Manje su civilizacije postojale i u Ekvadoru.
Na prijelazu iz prvog u drugo tisućljeće na području Južne Amerike živjeli su deseci milijuna ljudi. Njihove su se civilizacije razvile bez ikakvog kontakta sa Starim svijetom.

### Inke
Najznačajnija civilizacija pretkolumbovske Južne Amerike bila je civilizacija naroda Inka. Oko 1200. godine, u dolini Cusco u Andama, maleno polunomadsko pleme Kečua nameće svoj zakon susjednim narodima. Daljnjih zapisa o tom malom brdovitom kraljevstvu nema sve do 1438. godine, kada na vlast dolazi Pachacuti koji je reorganizirao državu i poveo prva velika teritorijalna osvajanja. Oko 1463. Inke su osvojili kraljevstvo Chimú. Negdje u to vrijeme počinje gradnja velikog sustava prometnica, čime civilizacija Inka postaje najdominantnija sila Južne Amerike. Kao vrhunac civilizacije Inka ističe se grad Machu Picchu, smješten u Peruu na najvišem dijelu istočnih Andi, na 2350 m nadmorske visine, koji spada u Sedam novih svjetskih čuda.
Unutrašnji sukobi oslabili su carstvo Inka, koje se na vrhuncu moći (kraj 15. i početak 16. stoljeća) prostiralo na 4500 km od sjevera do juga, na teritoriju današnjeg Perua, Ekvadora, Bolivije i Čilea. To su kasnije iskoristili konkvistadori pod zapovjedništvom Francisca Pizarra.

## Španjolske kolonije

### Kristofor Kolumbo i posljedice otkrića Novog svijeta
Kad se Kristofor Kolumbo 1493. vratio iz Zapadne Indije, sa sobom je donio teret sastavljen od neobičnih ptica, biljaka, primitivnih umjetnina, zlatnog nakita te nekoliko Taíno Indijanaca. Španjolska kraljica Izabela I. Kastiljska bila je zadovoljna otkrićem, ali je zadovoljstvo pomućeno teritorijalnim zahtjevima Portugala. Spor je poprimio tolike razmjere da je Izabela tražila intervenciju pape Aleksandra VI. Dvije su se zemlje konačno dogovorile 1494. potpisavši spomenuti Sporazum iz Tordesillasa, no nejasnoće i teritorijalne razmirice nastavit će se sve do 1529. i Sporazuma iz Zaragoze.
Izabela je dala odobrenje da se krene u eksploataciju novootkrivenih prekomorskih posjeda. Kolumbo je na novim pohodima otkrio Kubu, Jamajku, Haiti i Trinidad, no to mu više nije donosilo naklonost dvora. Ipak, kolonizacija je započela u punom smislu te riječi i prvi su europski doseljenici naselili karipska otočja i sjevernu obalu Južne Amerike. Osnivala su se prva naselja i ustanovile trgovačke rute sa Španjolskom.

### Francisco Pizarro i pad carstva Inka
Nakon Cortésovog osvajanja Meksika, obilježenog izuzetnom brutalnošću, proširile su se priče o velikom bogatstvu u zemljama na jugu. Pedro Arias Dávila, guverner Paname, uputio je Francisca Pizarra i Diega de Almagra na jug u potragu za tajanstvenim južnim carstvom. Oni su stupili u kontakt s Inkama u Tumbesu, danas pacifičkoj luci, a tada najsjevernijoj utvrdi carstva Inka. Premda je Pizarro zbog dugova završio u zatvoru po povratku u Španjolsku, oslobođen je po izričitoj želji kralja Karla V., koji se zainteresirao za priču o "zemlji zlata". Pizarro se vratio u Panamu i s pojačanjima je 1531. zaplovio prema Tumbesu kako bi se pridružio Almagru.
U to se vrijeme carstvo Inka oporavljalo od građanskog rata, u kojem je Atahualpa porazio i zarobio svog polubrata Huáscara. Španjolci su zauzeli Tumbes bez ozbiljnijih borbi, nakon čega su napredovali na jug. Slijedili su informacije o velikom carstvu i o građanskom ratu te su naposljetku ugledali silnu vojsku Inka kod grada Cajamarce. Pizarro se s vojskom sklonio iza gradskih zidina te je u grad namamio Atahualpu. Pobio je cijelu njegovu pratnju, a njega bacio u tamnicu. Premda je Atahualpa ispunio obećanje da će napuniti sobu punu zlata i dragocjenosti u zamjenu za svoju slobodu, Pizarro je ipak odlučio da vladar Inka mora umrijeti. Atahualpa je pristao pokrstiti se kako bi izbjegao, za Inke sramotnu, smrt na lomači te je zadavljen 29. kolovoza 1533. godine.
U sljedećim su godinama osvajači i njihovi domorodački saveznici uspjeli konsolidirati svoju vlast nad cijelom andskom regijom, potiskujući uzastopne pobune autohtonog stanovništva do uspostave Potkraljevstva Perua 1542. te pada Vilcabambe, posljednjeg uporišta Inka, godine 1572.

### Potkraljevstvo Perua
Osnovano 1542., Potkraljevstvo Perua (Virreinato del Perú) bilo je španjolsko administrativno područje koje je isprva obuhvaćalo većinu španjolskih posjeda u Južnoj Americi. Sjedište Potkraljevstva bilo je u Limi. Uz Potkraljevstvo Nove Španjolske (Virreinato de Nueva España), bilo je jedno od dva španjolska potkraljevstva u Americi tijekom 16. i 17. stoljeća.
Španjolci se ipak nisu uspjeli oduprijeti portugalskoj ekspanziji na zapad preko "Tordesillaskog" meridijana. Između 1580. i 1640. Španjolska i Portugal bili su u Iberijskoj uniji, pa je samim time i Sporazum iz Tordesillasa postao nevažeći. Nakon što su, na uštrb teritorija Potkraljevstva Perua, stvorena potkraljevstva Nova Granada i Río de la Plata, smanjio se značaj Lime, a profitabilna se trgovina preko Anda preusmjerila na Buenos Aires. Pad tekstilne proizvodnje te gašenje rudnika ubrzalo je propadanje Potkraljevstva Perua, što je vremenom dovelo do njegovog raspada; na tom su prostoru stvorene države Peru, Čile, Kolumbija, Ekvador, Bolivija, Paragvaj, Urugvaj i Argentina.

### Venezuela
Kristofor Kolumbo na svojem je trećem putovanju 1498. plovio uz istočnu obalu Venezuele te je otkrio tzv. "Biserno otočje" (otoke Cubagua i Isla Margarita). Kasnije su se španjolske ekspedicije vratile i počele s eksploatacijom bisera, kojih je u akvatoriju otočja bilo u izobilju. U razdoblju između 1508. i 1531. Španjolci su uspjeli gotovo u potpunosti devastirati biserne školjke, pri čemu su pobili ili odveli u roblje veliki dio domorodačkog stanovništva.
Naziv "Venezuela" potječe iz 1499. godine, kada je moreplovac Alonso de Ojeda dao današnjem Venezuelanskom zaljevu ime Venezuela (špa. "Mala Venecija"). Kolonizacija kopna počela je 1522., a prvo je stalno naselje bila Cumaná. U vrijeme dolaska Španjolaca, Indijanci su živjeli većinom u ratarskim ili lovačkim plemenima uz obalu Atlantskog oceana, u Andama te uz rijeku Orinoco. Procjenjuje se da je do sredine 16. stoljeća na prostoru današnje Venezuele bilo oko 2000 Europljana. Otvaranjem rudnika zlata u današnjoj saveznoj državi Yaracuy pojavila se potreba za ropskom radnom snagom, za što je isprva novačeno domaće stanovništvo, a kasnije, prema brazilskom receptu, afrički robovi. Gospodarskom je razvoju ipak više pridonio uzgoj stoke, koja se razmnožila zbog obilja pašnjaka (llanos).
Prva su veća skupina naseljenika Venezuele bili Nijemci. Karlo V., car Svetog Rimskog Carstva darovao je obitelji Welser, njemačkim bankarima, pravo na kolonizaciju Venezuele u zamjenu za otpis duga. Ambrosius Ehinger je došao ovdje 1529. sa skupinom doseljenika. Vlast Welsera trajala je nešto manje od 20 godina, a obilježilo ju je istraživanje kopna, ali i okrutnost prema autohtonom stanovništvu. Godine 1546. darovnica je povučena, a Venezuela se vratila pod okrilje Španjolske. Naseljenici su trpjeli zbog stalnih sukoba, što je prestalo tek nakon epidemije boginja 1580., koja je poharala indijansko stanovništvo.
Tijekom 16. i 17. stoljeća Venezuela je bila podijeljena između Potkraljevstva Perua i Potkraljevstva Nove Španjolske, čije su vlasti pokazivale više zanimanja za rudnike zlata i srebra nego za razvoj područja.
Povećanjem potrebe za radnom snagom zbog rastućeg broja plantaža kakaovca uz obalu tijekom 18. stoljeća, veliki je broj robova dovežen iz Afrike. Oni su također radili i na rančevima na llanosima. Indijance je kolonijalna vlast preselila u unutrašnjost, gdje su se za njih zanimali samo redovnici, posebice kapucini, koji su bilježili indijanske riječi i čak tiskali male leksikone nekih narječja.
Provincija Venezuela došla je pod upravu Potkraljevstva Nove Granade, osnovanog 1717. godine. Godine 1777. postala je "Glavna kapetanija Venezuela". Real Compañía Guipuzcoana de Caracas je bila organizacija koja je imala čvrsti monopol na trgovinu s Europom, a odigrala je bitnu ulogu u razvoju Venezuele, posebice u stimulaciji sadnje kakaovca, koji je postao glavni izvozni proizvod. Venezuelanske su luke postale otvorene za stranu trgovinu (premda je to praktički bio svršen čin, jer je Venezuela već imala imala brojne trgovačke kontakte s engleskim i francuskim karipskim otocima). Posebno je prosperirao Caracas, koji je već od 1721. imao sveučilište (danas Universidad Central de Venezuela).

### Kolumbija, Ekvador i Bolivija
Španjolci su se naselili na sjevernoj obali Kolumbije početkom 16. stoljeća, a godine 1525. osnovana je Santa Marta, najstarije kolumbijsko naselje. Godine 1549. Bogotá je proglašena glavnim gradom Nove Granade, koja je obuhvaćala najveći dio teritorija današnje Kolumbije. Bogotá je kasnije postala glavni grad Potkraljevstva Nova Granada i jedan od centara moći kolonijalne Amerike.
Godine 1534. osnovan je San Francisco de Quito, danas glavni grad Ekvadora, a godinu prije Guayaquil. Područje sjeverno od grada Mante naselili su afrički robovi iz Gvajane, koji su 1570. doživjeli brodolom na putu iz Paname u Peru. Ekvador je do kraja kolonijalnog razdoblja doživio gospodarski kolaps, unatoč tome što je Guayaquil bio najveće brodogradilište Južne Amerike.
Slično kao i kod Ekvadora, rana povijest Bolivije (tada zvane "Gornji Peru" ili "Charcas") sastojala se od sukoba s Inkama te međusobnih okršaja pristaša Francisca Pizarra i Diega de Almagra. La Paz ("Mir"), punim imenom Nuestra Señora de La Paz ("Kraljica mira"), osnovan je 1548. Bolivija je španjolskoj kruni bila najzanimljivija kao izvor srebra: bolivijski su rudnici srebra donosili dobar dio bogatstva Španjolskog kolonijalnog carstva, a Potosí, grad podno poznate "bogate planine" - Cerro Rico, bio je mnogo godina najveći grad zapadne hemisfere. Godine 1776. osnovano je Potkraljevstvo Río de la Plate, sa sjedištem u Buenos Airesu, a "Gornji Peru" je postao njegovim dijelom. Bolivija je današnje ime dobila po Simónu Bolívaru nakon proglašenja neovisnosti 1825. godine.

### Argentina, Paragvaj i Urugvaj
Prvi Europljanin koji je 1502. posjetio područje današnje Argentine bio je moreplovac Amerigo Vespucci. Godine 1516. doplovio je i Juan Díaz de Solís, da bi prvo naselje Španjolci osnovali 1536. Buenos Aires se nalazi na mjestu nekadašnje kolonije iz 1580., koja je postala dijelom Potkraljevstva Perua, a iz Perua su pristigli i prvi doseljenici. Kako su ove zemlje bile relativno daleko od vlasti u Limi, cvjetalo je krijumčarenje.
Jači razvoj područje doživljava nakon 1776. i proglašenja Potkraljevstva Río de la Plate (Virreinato del Río de la Plata). Ovo potkraljevstvo nije bilo dugog vijeka (raspalo se Napoleonovim osvajanjem Španjolske), a obuhvaćalo je današnju Argentinu, Urugvaj, Paragvaj, kao i dijelove Bolivije. Buenos Aires je postao jedna od najznačajnijih svjetskih luka toga vremena, odakle se u Europu izvozilo srebro iz bolivijskog Potosíja, stoka te koža, potonje i danas ključni izvozni proizvodi Argentine i okolnih zemalja.

### Čile
Prvi Europljanin koji je ugledao tlo današnjeg Čilea bio je slavni moreplovac Ferdinand Magellan, koji je 1. studenog 1520. preplovio tjesnac kasnije nazvan po njemu. Čast otkrića Čilea ipak se pripisuje Pizarrovom suradniku i suparniku Diegu de Almagru, koji je 1537. poveo ekspediciju u središnji Čile, no nije otkrio zlata i srebra u količini koja bi se mogla usporediti s bogatstvom carstva Inka.
Španjolski časnik Pedro de Valdivia, uz Pizarrovo dopuštenje, poveo je par stotina vojnika i pokorio autohtono stanovništvo, osnovavši 12. veljače 1541. naselje Santiago del Nuevo Extremo, danas Santiago de Chile. Unatoč tome što nije pronašao mnogo zlata, Valdivia je prepoznao poljoprivredni potencijal zemlje, a kralj ga je imenovao prvim upraviteljem novostvorene Opće kapetanije Čile (Capitania General de Chile). U nastavku istraživanja zapadno od Anda osnovao je desetak naselja te je ustanovio prve encomiendas (određeno područje, odnosno određeni broj domorodaca nad kojima bi starateljstvo dobio španjolski plemić ili vojnik, a ponekad i ugledniji pripadnik indijanskog naroda). Najveći je otpor Valvidia doživio od plemena Mapuche; u jednom sukobu kod naselja Tucapel Valvidia je zarobljen i pogubljen na osobito brutalan način na Božić 1553. Mapuche Indijanci odupirali su se europskoj prevlasti sve tamo do kraja 19. stoljeća, protjeravši 1598. Španjolce sjeverno od rijeke Biobío, koja je tako postala granicom između Mapuche zemalja i Potkraljevstva.
Čile je vremenom postao važan izvor hrane za stanovništvo cijelog Potkraljevstva. U Santiagu je od 1609. pa do kraja kolonijalne vlasti stolovao Kraljevski prizivni sud (Real Audiencia). Guverneru kapetanije su izravno odgovarala gradska vijeća (cabildos). Unatoč velikim naporima Španjolaca, Čile je u većini razdoblja od otkrića Amerike bio najsiromašnija kolonija španjolske krune. Blagi uspon doživljava tek u 18. stoljeću, kao posljedicu stabilnijih vojnih prilika te reformi koje su provodili vladari Burbonci.

## Portugalska kolonizacija
Portugal je bio vodeća zemlja u istraživanju svijeta u 15. stoljeću. Nakon Sporazuma iz Tordesillasa kolonizirani su dijelovi Južne Amerike, posebice teritorij današnjeg Brazila, koji je u to vrijeme imao oko 2000 plemena. Domoroci su bili nomadi koji su se prehranjivali lovom, ribolovom, skupljanjem plodova te rijetkom poljoprivredom. Živjeli su uglavnom uz Atlantski ocean te uz obale Amazone i drugih većih rijeka.
Moreplovac Pedro Álvares Cabral pristao je s brodovljem 22. travnja 1500. na mjesto današnjeg Porto Segura u Brazilu. Prvo je stalno naselje izgrađeno tek 1532. (São Vicente), iako su ranije postojale trgovačke postaje za trgovinu brazilskim drvom (Caesalpinia echinata), koje je transportirano u Europu gdje se koristilo kao bojilo.
Pojavu stalnih naselja pratila je pojava plantaža šećerne trske. Plantaže su trebale brojnu radnu snagu, što su Portugalci rješavali tako da su domaće indijansko stanovništvo tjerali na prisilni rad, a kasnije su u Brazil počeli dovoditi afričke robove.
Prijestolnica tadašnjeg Brazila, Salvador, osnovana je 1549. u Zaljevu Svih Svetih. Iste su godine u to područje stigli i isusovci. Između 1565. i 1567. Mem de Sá, portugalski upravitelj Brazila, uspio je uništiti francusku koloniju France Antarctique u zaljevu Guanabara. On i njegov nećak, Estácio de Sá, osnovali su u ožujku 1567. Rio de Janeiro, koji će služiti kao baza za daljnje napade na francuske posjede.
Između 1638. i 1640. nova je europska sila, Nizozemska, osvojila dio sjeveroistočnog Brazila, čije je sjedište bio grad Recife. No, Portugalci su do 1654. uspjeli istjerati Nizozemce iz Brazila (službeno se Nizozemska povukla 1661.).
Osnova ekonomije Brazila bila je poljoprivredna proizvodnja duhana, pamuka, pića cachaçe, ali iznad svega šećera, čija je proizvodnja bila dominantna djelatnost stanovništva do početka 18. stoljeća. Kako su robovi koji su radili na plantažama bili zvjerski izrabljivani, često su se bunili i bježali u unutrašnjost gdje su osnivali naselja poznata kao mocambo ili quilombo, u kojima je uz crnce živjelo i autohtono stanovništvo.
U potrazi za srebrom i zlatom vlast je organizirala ekspedicije u neistraženu unutrašnjost. Te su se ekspedicije nazivale entradas i imale su, pored potrage za plemenitim metalima, također istraživačku ulogu. Proširile su granice Brazila daleko na zapad od crte razgraničenja iz Tordesillasa. S druge su strane privatne ekspedicije, zvane bandeiras, tražile zlato i srebro te su novačile roblje za rad na plantažama. Bandeiras su krajem 17. stoljeća otkrile zlato u području Minas Gerais, što je započelo zlatnu groznicu i potaklo ubrzanu imigraciju europskog stanovništva. Istodobno je proizvodnja šećera stagnirala, zbog značajnog pada cijene uzrokovane pojavom proizvođača šećera u, Europi bližim, nizozemskim i francuskim posjedima na Antilima.
Vremenom su Portugalci proširili svoje teritorije na jug sve do naselja Colonia del Sacramento nasuprot Buenos Airesu. Sporazumom iz Madrida (1750.) Colonia je pripala Španjolcima, u zamjenu za isusovačku enklavu São Miguel das Missões, koju su Portugalci, nakon što su se isusovci odbili iseliti, osvojili brutalno pobivši većinu svećenika i domorodaca Guaraníja. O ovom je događaju snimljen film Misija.

## Britanci, Nizozemci i Francuzi

### Gvajana
Na području današnje Gvajane živjela su indijanska plemena Arawak i Carib. Nizozemci su prvi osnovali veća naselja početkom 17. stoljeća i to tri odvojene kolonije, Essequibo (1616.), Berbice (1627.) i Demerara (1752.). Krajem 18. stoljeća područjem je zavladalo Ujedinjeno Kraljevstvo. Nizozemci su formalno prepustili Gvajanu 1814. Godine 1831. sve su tri kolonije ujedinjene u Britansku Gvajanu, a ukidanje ropstva tri godine kasnije dovelo je do naseljavanja crnaca u urbanim područjima i dolaska najamnih radnika iz Indije, Kine i Portugala za rad na plantažama šećerne trske. Etničko-kulturna podjela među skupinama zadržala se do danas i u gvajanskoj je povijesti ponekad bila izvorom političkih razmirica. Zemlja je postala neovisnom od Ujedinjenog Kraljevstva tek 1966., zadržavši članstvo u Commonwealthu.

### Surinam
Surinam ili Nizozemska Gvajana je, za razliku od Gvajane, ostao pod nizozemskom kontrolom i nakon 18. stoljeća. Prvi su europski posjetitelji područja bili nizozemski trgovci, dok su prva naselja podigli Englezi: Francis Willoughby, guverner Barbadosa, osnovao je ovdje 1650. koloniju, koju su 1667. osvojili Nizozemci. Kao i u gotovo svim američkim kolonijama, i ovdje je crno roblje iz Afrike bilo glavna radna snaga. Zbog lošeg odnosa robovlasnika prema njima, pobune i bijeg bili su svakodnevna pojava.
Surinam su 1799. okupirali Britanci, nakon što je Nizozemsku anektirala Francuska, a vraćen je Nizozemcima 1816. godine, nakon sloma Napoleona. Ropstvo je ukinuto tek 1863., no radna je snaga pristizala iz drugih nizozemskih kolonija, posebice iz Indije, što je 1916. prekinuo Mahatma Gandhi. U dvadesetom su stoljeću eksploatirana prirodna bogatstva Surinama kao što su guma i boksit. Konačno je Surinam dobio samostalnost 1975. godine.

### Francuska Gvajana
Područje Francuske Gvajane prvi su pokušali naseliti Francuzi godine 1604., što je naišlo na oružani otpor Portugalaca, koji su ovaj čin vidjeli kao kršenje Sporazuma iz Tordesillasa, nakon čega su se francuski naseljenici povukli. I drugi je francuski pokušaj naseljavanja bio neuspješan, jer su naseljenike iz Cayennea 1643. otjerali Indijanci. Od 1664. Francuska je stalno nazočna u području, koje je kratko bilo i pod vlašću Britanaca te Nizozemaca. Slično kao Britanci u Australiju, Francuska je u Gvajanu slala svoje zatvorenike, primjerice pristaše Robespierrea nakon njegovog pada. Također je dovodila afričke robove koji su radili na plantažama šećerne trske i drugih tropskih kultura.
Francuska Gvajana je i danas područje pod francuskom vlašću, no sve su glasniji zahtjevi za djelomičnom, ako ne i potpunom neovisnošću.

## Administrativno uređenje kolonija

### Španjolske kolonije
Španjolska je svoje južnoameričke kolonije podijelila na sljedeće administrativne jedinice:
- Potkraljevstvo Perua (Virreinato del Perú) osnovano je 1542. i isprva je obuhvaćalo sve španjolske posjede u Južnoj Americi, a kasnije teritorij današnjeg Perua.
- Potkraljevstvo Nova Granada (Virreinato de Nueva Granada) koje je obuhvaćalo današnje države Panamu, Kolumbiju i Ekvador.
- Glavna kapetanija Venezuela (Capitania General de Venezuela) nalazila se na području današnje Venezuele.[6]
- Potkraljevstvo Río de la Plata (Virreinato del Rio de la Plata) obuhvaćalo je današnje države Boliviju, Argentinu (osim Patagonije), Paragvaj i Urugvaj.
- Opća kapetanija Čile (Capitania General de Chile) sastojala se od teritorija današnjeg Čilea i regije Patagonije.

### Portugalske kolonije
Za razliku od Španjolske, Portugal nije podijelio svoje američke kolonijalne teritorije. Kapetanije koje su isprva stvorene nisu imale velikog uspjeha, te je vlast postala centralizirana u osobi generalnog guvernera Brazilskih kolonija i njegovih pomoćnika u Salvadoru, koji su opet odgovarali izravno Lisabonu. Stoga se u literaturi ne koristi izraz "Portugalska Amerika" (kao Španjolska Amerika, Nizozemska Amerika itd.), već samo Brazil, pošto je od samog osnivanja bio jedinstvena kolonija. Zbog toga se nakon neovisnosti 1822. nije razdvojio na nekoliko država, što je bio slučaj kod španjolskih kolonija, te je postao najveća zemlja Južne Amerike.
Godine 1534. kralj Ivan III. Portugalski podijelio je novostvoreni teritorij na 15 kapetanija (Capitanias Hereditárias):
- Maranhão, prvi dio
- Maranhão, drugi dio
- Ceará
- Rio Grande
- Itamaracá
- Pernambuco
- Bahia
- Ilhéus
- Porto Seguro
- Espírito Santo
- São Tomé
- São Vicente, prvi dio
- Santo Amaro
- São Vicente, drugi dio
- Santana

Nakon što se ovaj sustav pokazao neuspješnim, Portugal je, kako je spomenuto, centralizirao vlast na principu dijeceze sa sjedištem u novoosnovanom Salvadoru. Prvi je generalni guverner Brazila postao Tomé de Sousa.
Kako je Brazil bio područje iznimne veličine, godine 1621. podijeljen je u dvije Estados (države) odredbom kralja Filipa II. Portugalskog. Stvorene su Estado do Brasil, sa sjedištem u Salvadoru, i Estado do Maranhão, sa sjedištem u São Luísu. Država Maranhão dalje je podijeljena 1737. u Estado do Maranhão e Piauí i Estado do Grão-Pará e Rio Negro, sa sjedištem u Belému.
Nakon 1640., guverneri Brazila koji su potjecali iz visokog plemstva počeli su koristiti titulu Vice-rei (potkralj ili ban). Brazil je službeno postao Potkraljevstvo 1763., kada je glavni grad Estado do Brasila premješten iz Salvadora do Rio de Janeiro. Godine 1775. sve su Estados (Brasil, Maranhão i Grão-Pará) ujedinjene u Brazilsko potkraljevstvo, s glavnim gradom Rio de Janeirom. Godine 1821., uoči osamostaljenja Brazila, kapetanije su postale provincije (províncias).
Kao i u Portugalu, svako je kolonijalno selo i grad imalo gradsko vijeće (câmara municipal), čiji su članovi bili uglednici kolonijalnog društva (zemljoposjednici, trgovci, trgovci robljem i sl.). Kolonijalna gradska vijeća bila su odgovorna za reguliranje trgovine, javnu infrastrukturu, obrtništvo, zatvore itd.

## Kraj kolonijalne vlasti
Španjolski su posjedi u Južnoj Americi izborili neovisnost u razdoblju od 1804. do 1826. Venecuelanac Simón Bolívar i Argentinac José de San Martín bili su predvodnici ovog pokreta. Bolívar je bio vođa velike pobune na sjeveru kontinenta, poslije koje je poveo vojsku južno prema Limi, prijestolnici Potkraljevstva Perua.
Istodobno je San Martín poveo vojsku iz Potkraljevstva Rio de la Plata preko Anda, susreo se s generalom Bernardom O'Higginsom u Čileu, nakon čega su krenuli na sjever kako bi zadobili vojnu potporu pobunjenika iz Potkraljevstva Perua. Dvije su se vojske susrele 1822. u Guayaquilu i zajedničkim su snagama Kraljevsku armadu prisilili na predaju. Premda je Bolivar pokušao ujediniti zemlje španjolskog govornog područja u "Veliku Kolumbiju" (Gran Colombia), one su postale neovisne države bez međusobnih političkih veza.
U Brazilu je Dom Pedro I., sin portugalskog kralja Dom Joãoa VI., godine 1822. proglasio neovisnost i postao prvi car Brazila. Portugal je ovu odluku prihvatio manje-više miroljubivo.
Dvije su južnoameričke zemlje svoju neovisnost dobile tek u 20. stoljeću:
- Gvajana, od Ujedinjenog Kraljevstva, 1966.[10]
- Surinam, od Nizozemske, 1975.[11]

Francuska Gvajana i dalje je dio Francuske.